# Tyree Harris Bell

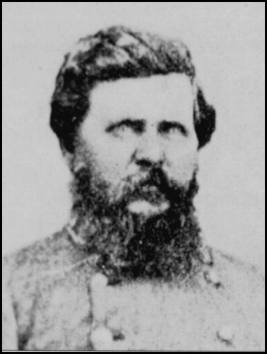
Tyree Harris Bell

Tyree Harris Bell (* 19. September 1815 in Covington, Kentucky; † 1. September 1902 in New Orleans, Louisiana) war ein Brigadegeneral der Konföderierten Armee im Sezessionskrieg.

## Leben
Bell wurde in Covington, Kentucky, geboren und wuchs auf der elterlichen Plantage in Tennessee auf. Als es zum Bruch zwischen den Nord- und Südstaaten kam, wurde er zum leidenschaftlichen Anhänger der Konföderierten. Im Frühjahr 1861 bildete er eine eigene Kompanie, die in das 12. Tennessee Infanterie-Regiment mit ihm als Captain eingegliedert wurde. Bald darauf wurde er zum Lieutenant-Colonel befördert und führte seine Truppen bei der Schlacht von Belmont in Missouri und am 6. und 7. April 1862 bei der Schlacht bei Shiloh sowie bei der Schlacht von Richmond in Kentucky. Danach wurde er Kommandeur einer Kavallerie-Abteilung und nahm an der Schlacht von Perryville und am 31. Dezember 1862 bis 2. Januar 1863 bei der Schlacht am Stones River teil.
1863 unternahm er zusammen mit Generalmajor Forrest im West-Tennessee und Nord-Mississippi. Ab diesem Zeitpunkt bis Ende des Kriegs arbeiteten Bell und Forrest zusammen. Am 28. Februar 1865 wurde Bell zum Brigadegeneral befördert. Gegen Kriegsende wurden Bell und Forrest gemeinsam in der Nähe von Selma, Alabama, von Unionstruppen gefangen genommen.
Nach der Gefangenschaft zog Bell nach Fresno in Kalifornien und wurde Farmer. Er starb während einer Reise in New Orleans, Louisiana, am 1. September 1902. Beigesetzt wurde er auf dem Bethel Cemetery in Del Ray im Fresno County in Kalifornien.
Anm.: Manche Quellen geben auch den 5. September als Geburtsdatum an.